# Bangsamoro
Bangsamoro je naziv za regiju na južnom filipinskom otoku Mindanao površine približno 30.000 km² s oko 3,5 milijuna stanovnika, u kojoj je slijedom mirovnog sporazuma između muslimanskih pobunjenika i središnje filipinske vlasti iz 2012. godine ostvarena vrlo široka autonomija od centralne vlasti, znatno većom nego što je ima preostalih 17 regija.
Puno ime regije je Autonomna Regija Bangsamoro na Muslimanskom Mindanau (Tagaloški: Rehiyong Awtonomo ng Bangsamoro sa Muslim Mindanao; Arapski: منطقة بانجسامورو ذاتية الحكم‎ Munṭiqah banjisāmūrū dhātiyyah al-ḥukm).
Regija pokriva dio zapada otoka Mindanao kao i Otočje Sulu koji se proteže od filipinskog otočja prema velikom otoku Borneu na kojemu se nalaze teritoriji pod vlašću pretežno muslimanskih država Indonezije i Malezije. Bangsamoro se sastoji se od šest provincija iz dosadašnje Autonomne regije Muslimanski Mindanao (ARMM) - Basilan, Lanao del Sur, Maguindanao, Shariff Kabunsuan, Sulu i Tawi-Tawi, te neka susjedna područja pretežno naseljena muslimanima.
Bangsamoro je kovanica sastavljene od naziva "Moro", što bi bio naziv za etničku grupu koja okuplja muslimane što žive na Mindanau i koji govore nekoliko različitih jezika (te imaju različite kulturne tradicije), a riječ "bangsa" na malajskom jeziku znači "narod".
U ratu što su ga muslimanski separatisti pokrenuli radi otcjepljenja što većeg dijela Mindanaa i susjednih manjih otoka od Filipina još sredinom 1980.-ih godina (rat je prekidan primirjima) poginulo je, procjenjuje se, oko 150.000 ljudi.
U mirovnom ugovoru iz 2012. god. je bilo predviđeno da će tijela dotadašnjeg ARMM nastaviti vršiti svoju funkciju (u praktičnom životu je njihov autoritet bio ograničen) dok na narodnom referendumu ne bude potvrđen ustav Bangsamoroa.
Predstavnici pobunjenika i centralne filipinske vlasti - slijedom Okvirnog sporazuma između Vlade Filipina i MILF-a (eng. Framework Agreement between the Government of the Philippines and the Moro Islamic Liberation Front) iz 2012. god.; mirovnog ugovora podržanog od međunarodne zajednice, uključujući Organizaciju islamske suradnje - razrađuju ustavna rješenja koja bi trebala osigurati jasan i za obje strane prihvatljiv status regije što bi od 30. lipnja 2016. god. trebala nositi naziv Bangsamoro (bez oznake da je riječ o "regiji", ili "državi").
Sam Okvirni sporazum iz 2012. god. predviđa za "Bangsamoro" status koji odgovara onome kojega imaju savezne države u federacijama, a muslimanima s Mindanaa status nacije - makar Filipini prema sadašnjem ugovoru nisu federalna država. Dapače se predviđa za "Bangsamoro" primjena šerijatskog prava, te se izrijekom predviđa "jačanje šerijatskog sudstva", uz poštovanje jedne liste međunarodno priznatih ljudskih prava uključujući slobodu vjeroispovijesti. 
Prema Aneksu o podjeli ovlasti, centralne vlasti Filipina su imale zadržati ovlasti u vanjskim poslovima, obrani zemlje, emitiranju novca, međunarodnoj i unutarnjoj trgovini, te pitanjima državljanstva. Nije predviđena nikakva ovlast filipinskih sudova, čak ni ustavnosudska kontrola, nad radom šerijatskih sudova, koji će biti ovlašteni da sude u svim vrstama stvari kada su obje stranke muslimani; nije jasno odnosi li se to i na poslovne korporacije i druge ustanove.
Prema Aneksu o podjeli prihoda, predviđeno je bilo da će Bangsamoro imati pravo sam ubirati neke poreze, a od prihoda iz poreza koje će ubirati centralne vlasti dobivat će Bangsamoro 75%. Međutim može Bangsamoro jednostrano odlučiti da će sam ubirati i te poreze na svojem teritoriju - kada će mu pripadati svi takvi prihodi. Bangsamoro će preuzeti kontrolu i sve prihode od državnih poduzeća na svojem teritoriju, a jedino će se prihodi od koncesija na mineralna bogatstva trajno dijeliti na način da centralnoj vlasti pripada 25%. Nadalje centralnoj vlasti trajno ostaju svi carinski prihodi.
Najradikalniji dio muslimanskih pobunjenika, Moro National Liberation Front (MNLF) je 27. srpnja 2013. god. proglasio neovisnost "Bangsamoro Republik", koja bi prema njihovom mišljenju obuhvaćala cjelokupni otok Mindanao, više stotina kilometara udaljen veliki filipinski otok Palawan, te čak najistočniju provinciju Malezije - Sabah na Borneu. Oko 500 pripadnika MNLF je uspjelo u srpnju 2013. godine uspostaviti vojnu kontrolu nad nekoliko četvrti grada Zamboanga (grad ima preko 800.000 stanovnika), međutim su ih nakon teških borbi u razdoblju 8. – 28. rujna 2013. godine (procjenjuje se da je tijekom borbi porušeno oko 10.000 kuća) filipinske oružane snage uspjele potisnuti iz grada. MILF se držao postrani od sukoba filipinske vojske i MNLF-a.
Jezici koji se govore u regiji su maguindanao, maranao, tausug, malajski i arapski.
U razdoblju do 2016. god., planovi za postizanje mira putem ustanovljavanja regije Bangsamoro nisu dosljedno provedeni, a napetosti u tom području su ostale stalne.
Naposljetku je 21. siječnja 2019. godine održan referendum, kojim je s 1.540.017 glasova "ZA" i 198,750 glasova "PROTIV" prihvaćen Organski zakon o Mindanau kojega je Kongres Filipina donio 23. srpnja 2018. godine. Organski zakon o Mindanau br. 11054, koji sadrži rješenja kakva su bila predviđena mirovnim sporazumom iz 2012. god.
Nakon 2017. god. bilježi se gospodarski oporavak područja Bangsamora, gdje je glavna grana poljoprivrede još uvijek poljoprivreda, a industrija sudjeluje s manje od 6%.

## Vanjske poveznice
- Službene stranice Autonomne Regije Bangsamoro na Muslimanskom Mindanau  Arhivirana inačica izvorne stranice od 16. srpnja 2020. (Wayback Machine)